# 1992年のMLBドラフト
1992年のMLBドラフト（1992 First-Year Player Draft）とは、1992年6月に行われたMLBのアマチュアドラフトである。

## 1巡目指名
|  | = オールスターゲーム選出 |

| 順位 | 選手                     | チーム                         | 守備位置 | 学校                                |
| ---- | ------------------------ | ------------------------------ | -------- | ----------------------------------- |
| 1    | フィル・ネビン           | ヒューストン・アストロズ       | 三塁手   | カリフォルニア州立大学フラトン校    |
| 2    | ポール・シューイ         | クリーブランド・インディアンス | 投手     | ノースカロライナ大学チャペルヒル校  |
| 3    | B.J.ウォーレス           | モントリオール・エクスポズ     | 投手     | ミシシッピ州立大学                  |
| 4    | ジェフリー・ハモンズ     | ボルチモア・オリオールズ       | 外野手   | スタンフォード大学                  |
| 5    | チャド・モトーラ         | シンシナティ・レッズ           | 外野手   | セントラルフロリダ大学              |
| 6    | デレク・ジーター         | ニューヨーク・ヤンキース       | 遊撃手   | Kalamazoo Central High School       |
| 7    | カルビン・マレー         | サンフランシスコ・ジャイアンツ | 外野手   | テキサス大学オースティン校          |
| 8    | ピート・ジャニッキー     | カリフォルニア・エンゼルス     | 投手     | カリフォルニア大学ロサンゼルス校    |
| 9    | プレストン・ウィルソン   | ニューヨーク・メッツ           | 遊撃手   | Bamberg Erhardt High School         |
| 10   | マイケル・タッカー       | カンザスシティ・ロイヤルズ     | 遊撃手   | ロングウッド大学                    |
| 11   | デレク・ウォレス*        | シカゴ・カブス                 | 投手     | ペパーダイン大学                    |
| 12   | ケニー・フェルダー       | ミルウォーキー・ブルワーズ     | 外野手   | フロリダ州立大学                    |
| 13   | チャド・マコネル         | フィラデルフィア・フィリーズ   | 外野手   | クレイトン大学                      |
| 14   | ロン・ビローン           | シアトル・マリナーズ           | 投手     | マサチューセッツ大学アマースト校    |
| 15   | ショーン・ロウ           | セントルイス・カージナルス     | 投手     | アリゾナ州立大学                    |
| 16   | リック・グリーン         | デトロイト・タイガース         | 投手     | ルイジアナ州立大学                  |
| 17   | ジム・ピッツリー         | デトロイト・タイガース         | 投手     | Dubois Area High School             |
| 18   | クリス・ロバーツ         | ニューヨーク・メッツ           | 投手     | フロリダ州立大学                    |
| 19   | シャノン・スチュワート   | トロント・ブルージェイズ       | 外野手   | Miami Southridge Senior High School |
| 20   | ベンジー・グリグズビー   | オークランド・アスレチックス   | 投手     | サンディエゴ州立大学                |
| 21   | ジェイミー・アーノルド   | アトランタ・ブレーブス         | 投手     | Osceola High School                 |
| 22   | リック・ヘリング         | テキサス・レンジャーズ         | 投手     | スタンフォード大学                  |
| 23   | ジェイソン・ケンドール   | ピッツバーグ・パイレーツ       | 捕手     | Torrance High School                |
| 24   | エディー・ピアソン       | シカゴ・ホワイトソックス       | 一塁手   | ビショップ州立短期大学              |
| 25   | トッド・スティーバーソン | トロント・ブルージェイズ       | 外野手   | アリゾナ州立大学                    |
| 26   | ダン・セラフィニ         | ミネソタ・ツインズ             | 投手     | Serra High School                   |
| 27   | ジョン・バーク           | コロラド・ロッキーズ           | 投手     | フロリダ大学                        |
| 28   | チャールズ・ジョンソン   | フロリダ・マーリンズ           | 捕手     | マイアミ大学                        |

*未契約

## 1巡目補足指名
| 順位 | 選手                           | チーム                     | 守備位置 | 学校                             |
| ---- | ------------------------------ | -------------------------- | -------- | -------------------------------- |
| 29   | ジェフ・シュミット             | カリフォルニア・エンゼルス | 投手     | ミネソタ大学ツインシティー校     |
| 30   | ジョン・ウォード*              | ニューヨーク・メッツ       | 投手     | Huntington Beach High School     |
| 31   | シェラード・クリンクスケールズ | カンザスシティ・ロイヤルズ | 投手     | パデュー大学                     |
| 32   | ライアン・ルジンスキー         | ロサンゼルス・ドジャース   | 捕手     | Holy Cross High School           |
| 33   | ション・ウォーカー             | ピッツバーグ・パイレーツ   | 外野手   | Harrison County High School      |
| 34   | ブランドン・クローマー         | トロント・ブルージェイズ   | 遊撃手   | Lexington High School            |
| 35   | ジョニー・デイモン             | カンザスシティ・ロイヤルズ | 外野手   | Dr. Phillips High School         |
| 36   | マイケル・ムーア               | ロサンゼルス・ドジャース   | 外野手   | カリフォルニア大学ロサンゼルス校 |
| 37   | ケンドール・ライン             | ヒューストン・アストロズ   | 投手     | ジョージア大学                   |
| 38   | ギャビー・マルティネス         | ミルウォーキー・ブルワーズ | 遊撃手   | Luchetti High School             |

*未契約